# Championnats d'Europe de judo 1974
Navigation
Édition précédente Édition suivante
Les Championnats d'Europe de judo 1974 sont la 23e édition des championnats d'Europe de judo s'est déroulée le 5 mai 1974 à Londres, en Grande-Bretagne. Parallèlement à la compétition masculine, une épreuve féminine équivalente et expérimentale baptisée « Tournoi européen » a été organisée à Gênes, en Italie, le 30 novembre et le 1er décembre de la même année.

## Résultats

### Individuels
| Épreuves                       | Or                       | Argent                   | Bronze                                          |
| ------------------------------ | ------------------------ | ------------------------ | ----------------------------------------------- |
| moins de 63 kg poids légers    | Sergey Melnichenko (URS) | Danny Da Costa (GBR)     | Shengeli Pitskhelauri (URS) Michel Algisi (FRA) |
| moins de 70 kg poids mi-moyens | Gunther Krueger (GDR)    | Valery Dvoinikov (URS)   | Gérard Gautier (FRA) Engelbert Dorbandt (FRG)   |
| moins de 80 kg poids moyens    | Jean-Paul Coche (FRA)    | Antoni Reiter (POL)      | Bob Debelius (GBR) Adam Adamczyk (POL)          |
| moins de 93 kg poids mi-lourds | Goran Zuvela (YUG)       | Gunther Neureuther (FRG) | Dietmar Lorenz (GDR) David Starbrook (GBR)      |
| plus de 93 kg poids lourds     | Gini Onashvili (URS)     | Chris Dolman (NED)       | Wolfgang Zueckschwerdt (GDR) Rémi Berthet (FRA) |
| Toutes catégories              | Sergey Novikov (URS)     | Shota Chochishvili (URS) | Wolfgang Zueckschwerdt (GDR) Imre Varga (HUN)   |

### Par équipes
| Épreuve     | Or | Argent                                                                      | Bronze |
| ----------- | --- | --------------------------------------------------------------------------- | --- |
| Par équipes | Union soviétique Sergey Melnichenko Valery Dvoinikov Andrey Tsyupachenko Amiran Muzaev Sergey Novikov | Royaume-Uni Konstantin Alexander Vacinuff Morrison Brian Jacks Keith Remfry | Allemagne de l'Ouest Alexander Leibkind Fred Marhenke Günther Neureuther Engelbert Dörbandt Beck Allemagne de l'Est Karl-Heinz Werner Günter Krüger Dietmar Lorenz Wolfgang Zuckschwerdt Karl Beilfuß |

## Tableau des médailles
Les médailles de la compétition par équipes ne sont pas comptabilisées dans ce tableau.
| Rang  | Nation               | Or | Argent | Bronze | Total |
| ----- | -------------------- | -- | ------ | ------ | ----- |
| 1     | Union soviétique     | 3  | 2      | 1      | 6     |
| 2     | Allemagne de l'Est   | 1  | 0      | 3      | 4     |
| 2     | France               | 1  | 0      | 3      | 4     |
| 4     | Yougoslavie          | 1  | 0      | 0      | 1     |
| 5     | Royaume-Uni          | 0  | 1      | 2      | 3     |
| 6     | Allemagne de l'Ouest | 0  | 1      | 1      | 2     |
| 6     | Pologne              | 0  | 1      | 1      | 2     |
| 8     | Pays-Bas             | 0  | 1      | 0      | 1     |
| 9     | Hongrie              | 0  | 0      | 1      | 1     |
| Total | Total                | 6  | 6      | 12     | 24    |

## Sources
- Podiums complets sur le site JudoInside.com.

- Podiums complets sur le site alljudo.net.

- Podiums complets sur le site Les-Sports.info.